# Reginald Lund
Pour les articles homonymes, voir Lund.
Reginald Lund est un ancien arbitre néo-zélandais de football des années 1950.

## Carrière
Il a officié dans une compétition majeure : 
- JO 1956 (3 matchs)